# Sicklaö landskommun
Sicklaö landskommun var en tidigare kommun i Stockholms län. Den omfattade dels Sicklaön (nu i Nacka kommun), dels Hammarby gård (nu till större delen i Stockholms kommun).

## Administrativ historik
När 1862 års kommunalförordningar trädde i kraft inrättades cirka 2 400 landskommuner i Sverige. Därtill kom 88 städer och 7 köpingar.
I Sicklaö socken i Svartlösa härad i Södermanland inrättades då denna kommun.
1888 uppgick den i Nacka landskommun, i vilken Sicklaö utgjorde huvuddelen.